# 쿠리어

쿠리어(영어: Courier)는 대표적인 고정폭 로마자 글꼴이다. 하워드 케틀러(1919년생-1999년몰)가 IBM의 타자기용 글꼴로 디자인했고, IBM이 컴퓨터를 개발하면서 이후 대부분의 컴퓨터에 기본 글꼴로 탑재되게 되었다.

## 같이 보기
- 고정폭 글꼴